# Firmin Ayessa
Firmin Ayessa (ur. 2 listopada 1951 w Ondza-Makoua) – kongijski polityk, minister stanu ds. administracji państwowej, pracy i bezpieczeństwa socjalnego.

## Życiorys
Firmin Ayessa urodził się 2 listopada 1951 roku w miejscowości Ondza-Makoua w departamencie Cuvette. Ukończył szkołę podstawową w Makoua oraz szkołę średnią w Brazzaville. Ukończył studia w dziedzinie literatury na Uniwersytecie w Brazzaville oraz w dziedzinie komunikacji na Université Bordeaux III. W latach 1978–1980 był dyrektorem programowym i dziennikarzem w Radio Congo. W 1992 roku został redaktorem naczelnym tygodnika Aujourd'hui wydawanego w Brazzaville.

## Kariera polityczna
W latach 1980–1984 był doradcą ds. komunikacji w ambasadzie Konga w Paryżu. W 1984 roku objął stanowisko dyrektora gabinetu ministra informacji, poczty i telekomunikacji, stanowisko to pełnił do 1993 roku, a następnie, został mianowany głównym doradcą Denisa Sassou-Nguesso do spraw mediów. W 1990 roku wstąpił do Kongijskiej Partii Pracy, w tym samym roku został członkiem Komitetu Centralnego partii. W latach 1989–1991 był dyrektorem generalnym Kongijskiej Agencji Informacyjnej (fr. Agence Congolaise d’Information, ACI).
W 1997 roku, po oficjalnym zakończeniu wojny domowej, został mianowany ministrem odpowiedzialnym za relacje z rządem przejściowym oraz za organizację Narodowego Forum Pokoju (fr. Forum national pour la paix). Od 1999 do 2002 roku był dyrektorem gabinetu prezydenta Konga, co czyniło go de facto premierem.
Podczas wyborów prezydenckich w 2002 roku został mianowany rzecznikiem prezydenta. W wyborach w maju 2002 roku został wybrany deputowanym do Zgromadzenia Narodowego z okręgu Makoua. W 2007 roku został mianowany dyrektorem biura prezydenta republiki w randze ministra stanu. Na tym stanowisku odegrał kluczową rolę w zawieszeniu broni i poprawy relacji rządu z Frédéricem Bintsamou.
W wyborach parlamentarnych w 2007 roku został ponownie wybrany deputowanym, uzyskując 99,59% głosów w pierwszej turze. Reelekcję uzyskał także w wyborach w 2012 roku, uzyskując 72,75% głosów oraz w wyborach parlamentarnych w 2017 roku, uzyskując 100% głosów w okręgu.
22 sierpnia 2017 roku został powołany w skład rządu na stanowisko wicepremiera ds. administracji państwowej, reformy państwa i bezpieczeństwa socjalnego.
Po utworzeniu nowego rządu, przez premiera Anatole Collinet Makosso, 15 maja 2021 roku został powołany na stanowisko ministra stanu ds. administracji państwowej, pracy i bezpieczeństwa socjalnego.

## Odznaczenia i wyróżnienia
- Kongijski Order Zasługi (fr. Ordre du Mérite congolais) – Grand officier[1]

## Życie prywatne
Firmin Ayessa jest żonaty. Jest ojcem Bélindy Ayessa, współzałożycielki, byłej dziennikarki i redaktorki naczelnej Les Dépêches de Brazzaville, obecnej dyrektorki Pierre Savorgnan de Brazza memorial.